# 百丈清规
《百丈清規》，本名《禅门规式》，是唐百丈懷海禪師有感于禪宗初期不立文字、不羈戒律，決意进行改革，按照“隨方毗尼”原則製定的清规，时间大约在唐贞元五年（789）至唐元和九年（814）之间。清規製定後幾百年內，歷代僧人又依照各地風土多次增訂，有十幾種不同的版本傳世。元順帝敕令百丈山住持德辉長老修訂，参照《禅苑清规》、《丛林校定清规总要》、《禅林备用清规》三本清规，再由金陵集庆寺住持大诉長老等人校正，由此頒發了《敕修百丈清規》，简称敕修清规，成為後世遵循的唯一權威版本，後收入大藏經。
《敕令百丈清規》共八卷、九章，分上下两部。上部有祝厘章第一、报恩章第二、报本章第三、尊祖章第四、住持章第五，下部有两序章第六、大众章第七、节腊章第八、法器章第九。对僧寺的各方面都有规范，最初在禅宗寺院流行，後成为汉传佛教普遍的清规，并影响至今；如在結夏安居、游方安单（住寺稱掛單、挂搭）、贴单、打禪七、普請（又叫出坡，眾僧共出勞作）、岁计（年歲財物會計報告）、肃众（違規處罰）、榜状牌示（公佈事宜）、钟鼓法器等方面的規定，今日汉地僧寺仍在执行。
百丈清規以寺爲單位，创建了中国独有的禅林制度，各寺設法堂、僧堂、方丈等制度，又规定众僧分别担任东序、寮元、堂主、化主等各种职务；还将原始佛教不事生产、托钵乞食的传统变通，适应本土农耕文化，提倡勞作和自食其力，称爲“農禪”、“一日不作，一日不食”。懷海禪師對農禪清規親自躬行，不作不食。傳說他年事已高，弟子體諒他而將鋤具藏起來，懷海禪師無法下地勞作，竟也拒絕進食，從此無人敢阻止他勞作。

## 争议
中国禅宗自达摩祖师东来三百年间，禅僧多依住在律宗寺院或岩穴、树下，直到唐朝“马祖创丛林，百丈立清规”，禅宗纔有了宗门制度和禅刹。百丈清规作为最早的禅门清规，给禅宗等各宗派都留下了深远影响，成为汉传佛教的基本制度模式。但因年代久远，百丈清规屡遭增删，面目全非，面临着人们的“不合戒律”的质疑。尤其是元代的敕修本，被二位明末名僧莲池和藕益排斥，藕益大师更斥之为“杜撰增飾，文理不通”、“非法”、“穿鑿”、“可耻”，近现代律宗祖师弘一律师也称之为“伪本”，台湾聖嚴法師也称“不用再提清規二字，但能恢復戒律的精神，佛教自然就會復興了”。

## 註释参考
1. ↑  《禪林備用清規》：“按百丈大智禪師。以禪宗肇自少室至曹溪以來。多居律寺。雖則別院。然於說法住持未合軌度。故常爾介懷。乃曰祖宗之道。欲誕布化。冀其將來。永不泯者。豈當與諸部阿笈摩教。為隨行耶。(梵語阿含。今云阿笈摩。即小乘教也)或曰。瑜伽論瓔珞經大乘戒律何不依隨耶。師曰。吾所宗。非局大小乘。非異大小乘。當愽約折中。設於制範務其宜也。於是創意別立禪居。”
2. ↑  据宋释道原 编《景德传灯录》
3. ↑  《佛学大辞典》【敕修百丈清规】
4. 1 2  则悟, ,   [2020-02-17], （原始内容存档于2020-09-22）
5. 1 2  .   [2020-02-17]. （原始内容存档于2020-02-17）.
6. ↑  《律制生活·〈百丈清规〉合法吗？》[]

## 外部参考
- 大正藏版《勅修百丈清規》 （页面存档备份，存于）